# Ludvig Irgens-Jensen
Paul Ludvig Irgens-Jensen, né le 13 avril 1894 à Christiania (aujourd'hui Oslo) et mort le 11 avril 1969 en Sicile, est un compositeur norvégien. Son style relève du mouvement néo-classique, influencé par l'impressionnisme et la musique populaire de son pays. Irgens-Jensen est considéré comme l'un des compositeurs norvégiens les plus importants de l'entre-deux-guerres et a exercé une forte influence sur la jeune génération, notamment en tant que médiateur de la culture musicale d'Europe centrale. 

## Biographie
Après avoir étudié en privé le piano avec Nils Larsen alors qu'il était étudiant en philologie à l'université d'Oslo, Irgens-Jensen commence à composer en 1920. La récéption est chaotique dans la mesure où il est jugé comme outrageusement moderne. 
Il remporte en 1928 le second prix au concours international Schubert, à l'occasion du centenaire de la mort du compositeur autrichien. Sa composition est battue par la 6e symphonie de Kurt Atterberg. Considérée comme un monument national, l'œuvre connaît une résonance européenne. 
Son oratorio Heimferd (pour chœur et orchestre) remporte un franc succès. Composée à l'occasion des 900 ans de la mort de Olav II, l'œuvre devient rapidemennt populaire dans toute la Norvège. 
Au cours de la Seconde Guerre mondiale, il met en musique certains textes patriotiques ; en raison de l'occupation allemande, ces œuvres sont alors diffusées en toute illégalité. Beaucoup furent envoyées en Grande-Bretagne via la Suède. Irgens-Jensen compose son unique symphonie en 1942. 
En 1945, il reçoit une bourse d'Etat lui garantissant ainsi l'indépendance financière. 
Il meurt deux jours avant son 75e anniversaire lors d'un séjour en Sicile.

## Style
Ludvig Irgens-Jensen est un homme très cultivé, qui voyage beaucoup et parle plusieurs langues. Il est donc bien au courant des derniers développements de la musique européenne. Au début de sa carrière, il a été fortement influencé par l'impressionnisme français et s'est rapproché de l'atonalité dans ses premières œuvres vocales. Mais il a rapidement adopté un style nettement plus tonal, dans la tradition du romantisme tardif allemand, qui se caractérise par une écriture essentiellement polyphonique et une préférence pour les tournures modales dans l'harmonie. Il n'a cependant que rarement repris des éléments de la musique populaire norvégienne proprement dite. Irgens-Jensen se caractérise en outre par de larges arcs mélodiques chantés et une instrumentation claire, éclaircie, mais néanmoins très efficace.
Irgens-Jensen s'est opposé aux tendances de l'avant-garde musicale qui ont émergé dans l'après-guerre, ses créations ont rapidement été considérées comme n'étant plus adaptées à notre époque et ont été peu à peu reléguées au second plan. À partir des années 1970, les œuvres du compositeur sont à nouveau jouées plus fréquemment. En Scandinavie, c'est surtout son cycle de lieder Japanischer Frühling qui est régulièrement chanté et enregistré.

## Œuvres

### 1921-1930
- Sonate pour violon et piano en si bémol (1923)
- Tema con variazioni (1925)
- Quintette pour piano (1927)
- Passacaglia pour orchestre (1927)

### 1931-1940
- Heimferd, sur un livret d'Olav Gullvåg
- Der Gott und die Bajadere, d'après un texte de Goethe (1932)
- Bols vise pour violon et orchestre (1938)
- Partita Sinfonica (1938)
- Pastorale religioso (1939)

### 1941-1950
- Symphonie en ré mineur (1942)
- Canto d'omaggio pour le 900e anniversaire de la fondation d'Oslo (1950)

### 1951-1960
- Japanischer Frühling (1957)
- D'après Charles Baudelaire[1] (1957) :
  - A une dame créole
  - Le Flambeau vivant
  - Le Voyage
- Air (1959)

## Discographie
- Orchestre symphonique de Bournemouth, Symphonie en ré mineur, Air, Passacaglia (2011)
- Solveig Kringleborn, To a Friend (2003)
- Orchestre philharmonique de Bergen, Ragnhild Heiland Sørensen, Eivind Aadland, Japanischer Frühling (2002)
- Orchestre symphonique de Trondheim, Heimferd (1994)
- Orchestre philharmonique d'Oslo, Ludvig Irgens-Jensen, Tema con Variazioni - Sinfonia en Ré - Japanischer Frühling (1993)
- Orchestre philharmonique d'Oslo, Ludvig Irgens-Jensen, Passacaglia et Partita Sinfonica · Sonate pour violon et piano (1988)